# Puerto Sotogrande
Puerto Sotogrande är en hamn i Spanien.   Den ligger i provinsen Provincia de Cádiz och regionen Andalusien, i den södra delen av landet, 500 km söder om huvudstaden Madrid. Närmaste större samhälle är Estepona, 19,0 km nordost om Puerto Sotogrande. 